# 呉語
呉語（ごご、上海語: 6wu-gniu6 [ɦu˩.nʲy˦], 蘇州語: 2ghou-gniu6 [ɦou˨.nʲy˧], 呉語拼音白読: Ngu-Gniu, 呉語拼音文読: Wu-Gniu 繁体字中国語: 吳語, 簡体字中国語: 吴语, 拼音: Wúyǔ）は、シナ・チベット語族、シナ語派の言語の一つであり、呉越民系に使用されている言語である。

## 概要
呉語は主に中国の南部で使用され、江蘇省中南部、上海市、浙江省の大部分、安徽省南部および江西省、福建省の一部で話される。呉語の主要なグループには太湖グループ（蘇州語、上海語など）、甌江グループ（温州語など）などがある。北部が官話区と直接接しており、西は贛語区、南は閩語区に接している。上海語と蘇州語が代表的な北部呉語とみなされる。ほかの漢語系南方諸言語と同様、百越土着言語と古漢語の接触や絶えざる交流・移民などの歴史を有しているため、接触言語（Contact language）の特徴がある。また、地形や歴史的事情により、呉語の大きな特徴として、異なるグループの違いが非常に大きく、ほぼ会話が通じないことがある。
1991年の調査によると、呉語の話者は8700万人と、母語話者数が世界第10位である。中華圏においては、漢語（8億8500万）に次いで話者数の最も多い言語であり、粤語よりも話者数が多い。しかしながら、標準語（官話/漢語）の普及運動により、現在、その言語は伝承の危機に直面しており、呉語を母語として使用できない呉語区の子供が非常に多い。
シナ語派及び中国以外の漢字語を使っている諸言語の中で、呉語は中古漢語の濁音（有声音）子音を体系的に保存しており、且つ濁音（b,d,g）、無気清音（p,t,k）、有気清音（ph,th,kh）の三者鼎立を保っている数少ない言語である。
明・清時代の呉語圏の通用語を蘇白といい、これは蘇州弁白話に近いが呉語文読の特徴を持つ総合的な共通語である。呉語の語彙と文法には独特な特徴がある。例えば、呉語で書かれた小説『海上花列伝』は呉語話者以外はその深い内容と意味を理解することがほぼ不可能だと考えられている。

## 下位方言
呉語は中国における漢語系「七大言語/方言/地域変種」（方言であるかシナ語派の別言語であるかについて、意見が分かれている）の一つである。呉語と現代標準中国語（普通話）の違いは非常に大きく、相互の意思疎通は不可能である。
呉語には更に下位方言が三つある。そして、３つの下位方言の母語話者間では相互に理解することは困難である。なお、下位方言内について、北部呉語は内部的共通度が比較的高く、北部呉語区内の異なる地域の話者同士がほぼ不自由なく会話することができる。
呉語は大きく３つの下位方言があり、それらはさらに合わせて6つの「片」（あるいは6つの「方言」ともいえる）に細分化される。
北部呉語
- 太湖片（蘇州、上海、嘉興、紹興、寧波 等）

南部呉語
- 金衢片（金華、義烏、衢州 等）
- 台州片（台州 等）
- 上麗片[2] （麗水 等）
- 甌江片 （温州 等）

西部呉語
- 宣州片[3]

## 歴史

### 総論
古代、呉地域の住民は百越族であった。 中国の部族が南下し、古代中国語の中の呉越の土着言語が古漢語の影響を継続的に受けて徐々に古代呉語が形成されていった。 元代末期から明代初期にかけての『南村落録』は、呉語文学の音韻体系を記録する初期の民間文献である。 明代の馮夢竜が編集した「山歌」を見ると、当時の呉語の語彙、文法が基本的に今日の輪郭を形成していることがわかる。

### 春秋戦国時代
春秋戦国時代、中国南部には呉と越という2つの国が誕生した。 呉と越は2つの国でありながら、同じ言語と習慣を共有していた。 春秋戦国時代、呉や越の言葉は中原の言葉とは相容れず、野蛮人とみなされていた。現在の呉語は古代の越語とは異なる。越語は東タイ語族に属する言語である一方で、呉語は漢語族の言語である。この2つの言語は性質も起源も異なる。 やがて楚の国が長江に沿って下流に拡大していく過程で、呉も越も滅び、楚の言語がこの地域に入ってきた。

### 秦代・漢代
呉語は、秦や漢の時代に着実に発展した。 秦や漢の時代、郡ができて軍隊が駐屯するようになると、移民は主に呉（現・蘇州）、会稽（現・紹興）、万齢（現・宣城）、茂霊（現・南京）などの重要な町に定住し、言葉もこれらの場所を中心に発展していった。

### 魏晋南北朝時代
六朝時代は、呉の言葉が定着した時代である。 三国志の時代には、孫権が孫呉を建国し、呉語圏である江東が政治の中心となった。 呉の言葉が話されていた江東の人々が政治の中心となり、江南の人々は呉の人々と呼ばれた。"呉の人"、"呉の言葉"、"呉の方言"という概念が初めて形成された。 この頃、建業（現在の南京）周辺はまだ純粋な呉語圏であり、南朝の音楽院では呉語で歌われ、典型的な呉語の歌詞「儂」が保存されていたのである。

### 日本語への影響
また、南北朝時代の中古呉語は日本語に大きな影響をもたらした。漢字の呉音、南北朝時代の5世紀から6世紀にかけて、南方から直接、あるいは朝鮮半島（百済）を経由して日本に伝わったと一般的に考えられている。南朝は、現在の中国の揚子江の南側の地域に相当し、首都や支配の中心は長江デルタ、つまり呉の地にあった。 呉音は日本語に溶け込み（基本的な語彙によく使われていた）、古代には「和音」と呼ばれていた。後程の唐の時代の長安漢語の漢字音を基準にして「漢」と呼んだため、他の地域、特に長江以東の地域の音を「呉音」と呼んでいた。現代呉音と呉語には共通しているところが多い。例えば、「匣母合口字」（例：華、話）は呉音と現代呉語の大半の地域での子音は w だが、現代漢語（官話）では h が多い。「日母字」（例：二、耳）は呉音と現代呉語の大半の地域での子音は n だが、現代漢語（官話）ではほぼ全て r である。

### 隋代
隋の時代、揚州は経済的・文化的な発展を成し遂げ、煬帝もそこで呉の言語を習得していた。 当時、呉語が使用されていたのは淮河流域に限られており、淮南を「呉越」と呼ぶことが多かった。 また、唐代の韻文集にも呉語の記録が散見される。 例えば、王仁礼の『刊謬補缺切韻』には、「髈，普浪反，髀，呉人云」があり、蘇州では今でも "脚"のこと「髈」（phang、音「胖」上声）と呼ばれている。

### 唐代
唐の時代は、国が安定して繁栄していたため、呉語の定着と分化が進んだ。 開汀、開漳の時代になると、呉閩両言語の境界がはっきりしてきて、閩語の形成と定着が見られるようになる。 

### 宋代
宋の時代には、呉語は統合されただけでなく、現在の北片と南片の対立をおおむね形成した。 靖康の変で宋室が南に渡り、中国北部からの移民が大量に杭州に入ってきたため、杭州方言は漢語の訛りを帯びるようになり、白読が大量失われ、周辺の呉語との差異が著しくなった。

### 明代・清代
蘇州の経済と文化は徐々に発達し、明清の時代には全国に影響を与えるほどの繁栄を遂げた。 呉語の話し言葉は、馮夢竜（1574年 - 1646年）が編纂した『山歌』などの文書記録に現れている。 最初の9巻は呉語で書かれていた。 呉の方言は他にも、馮夢竜の『三言』、梁晨雨の『浣紗記』、馮夢竜の『墨憨齋定本傳奇』、李煜の『清忠譜』などに見られる。明朝末期の中国では、呉語を話す人が人口の2割を占めていた。当時の呉語の話し言葉を記録したのが、呉語小説『道上之遊』である。 清朝末期から中華民国初期（19～20世紀）には、『海上花列伝』や『九尾亀』などの「蘇白小説」（「呉語小説」とも呼ばれる）や、『呉歌集』などの民謡集が数多く出版された。 古代の書き言葉は文言（漢文、上古漢語）だったが、清朝末期に『海上花列伝』は初めて漢文と呉語の両方で書かれた。やがて、西部呉語を話す地域は太平天国の乱を受け、人口を失ったため江淮官話に取って代わられた例が多い。

### 民国期
中華民国時代に入ると、上海が都市として発達し、蘇州語に代わって上海語が呉語の代表的な言語となった。 また、『耶穌傳』のように呉語の話し言葉で書かれた本もある。 しかし、「国語」（北京語をベースとした官話）が普及し、学校でも国語で授業が行われるようになると、その影響力は低下していった。

## 音韻
呉語の音声は地域によって著しい差異が存在するが、たいていの場合、対立関係が類似しており、同じローマ字で表すことができる。下記の発音は、主に北部呉語（太湖片）における主流の発音を準拠したものである。

### 声母（子音）
| 調音部位     | 国際音声記号IPA | 呉語ピンイン （呉語学堂式） | 呉語ローマ字 | 呉語ラテン式 注音法（法呉） | 趙元任 呉語音韻 ローマ字 | 例字     |
| 唇音         | p               | p                           | p            | p                           | b                        | 包辺波八 |
| 唇音         | pʰ              | ph                          | ph           | ph                          | p                        | 喷飘破匹 |
| 唇音         | b               | b                           | b            | b                           | bh                       | 排皮步白 |
| 唇音         | f               | f                           | f            | f                           | f                        | 方飞费福 |
| 唇音         | v               | v                           | v            | v                           | v                        | 房冯微伏 |
| 唇音         | m               | m                           | m            | m                           | m                        | 忙米问木 |
| 歯茎硬口蓋音 | tɕ              | c（i）                      | c（i）       | c                           | j                        | 京鬼交菊 |
| 歯茎硬口蓋音 | tɕʰ             | ch（i）                     | ch（i）      | ch                          | ch                       | 欺劝巧却 |
| 歯茎硬口蓋音 | dʑ              | j（i）                      | j（i）       | dj                          | dj                       | 棋群穷局 |
| 歯茎硬口蓋音 | ɕ               | sh（i）                     | sh（i）      | x                           | sh                       | 虚晓训血 |
| 歯茎硬口蓋音 | ʑ               | zh                          | zh（i）      | j                           | zh                       | 如柔然入 |
| 歯茎硬口蓋音 | ȵ               | gn                          | （ni）       | gn                          | gn                       | 娘女宜肉 |
| 歯茎音       | t               | t                           | t            | t                           | d                        | 东低短跌 |
| 歯茎音       | tʰ              | th                          | th           | th                          | th                       | 汤天贪塔 |
| 歯茎音       | d               | d                           | d            | d                           | dh                       | 唐甜团达 |
| 歯茎音       | n               | n                           | n            | n                           | n                        | 南暖努纳 |
| 歯茎音       | ts              | ts                          | tz           | tz                          | tz                       | 糟猪战作 |
| 歯茎音       | tsʰ             | tsh                         | ts           | ts                          | ts                       | 草妻穿拆 |
| 歯茎音       | dz              | dz                          | dz           | dz                          | dz                       | 才曹全族 |
| 歯茎音       | s               | s                           | s            | s                           | s                        | 山西生色 |
| 歯茎音       | z               | z                           | z            | z                           | z                        | 邪社儒宅 |
| 歯茎音       | l               | l                           | l            | l                           | l                        | 来连乱落 |
| 軟口蓋音     | k               | k                           | k            | k                           | g                        | 高姑瓜各 |
| 軟口蓋音     | kʰ              | kh                          | kh           | kh                          | k                        | 开宽肯哭 |
| 軟口蓋音     | g               | g                           | g            | g                           | gh                       | 共狂轧搿 |
| 軟口蓋音     | ŋ               | ng                          | ng           | ng                          | ng                       | 岸饿咬外 |
| 声門音       | h               | h                           | h            | h                           | h                        | 海火荒黑 |
| 声門音       | ɦ               | gh                          | gh           | r                           | hh                       | 孩效韓害 |
| 声門音       | （ɦj）          | y                           | y            | y                           | y                        | 也月夜搖 |
| 声門音       | ʔ               | 零表記                      | 零表記       | 零表記                      | 零表記                   | 暗安愛悪 |

- 清濁の対立 - 他の多くの地域で失われた中古中国語音韻体系における全濁音が保存されており、有声音声母 b-, d-, dz-, g-, v-, z-, ɦ- などが存在する（つまり、[t]、[tʰ]、[d]のように、無声無気～無声有気～有声という３系統の音が鼎立する）。そのほかの漢語系言語ではほとんど清音化されている。呉語の濁音の数は中古漢語の特徴を保存している。そのため、呉語の子音の数は漢語系の中で最も多く、通常30個程度である。一方で、最も少ない閩南語は16個、広東語は17個しかない。
- 破擦音 - 多くの地域で歯茎音[s, z, ts, dz, tsʰ]しか存在しない。
- 蘇州の文読と杭州語を除き、「日泥孃」（それぞれgnieq, gni, gnian）三子音を区別しない。通常はnで、/i//y/の後ろに来たら口蓋化して[ȵ]（gn）になる。
- 疑母は鼻音を保存しており（/i//y/介音を持つ疑母字であれば、口蓋化して泥母と混同する。）、以母・影母・云母等とは混同しない。（ʔとɦの対立）
  - 上海“鰐”[ŋʱoʔ2]≠“悪”[ʔoʔ5]
  - “藝”[ȵʱi113]]≠“異”[ʱji113]
- 泥母と来母（nとl）を混同しない（南方では呉語、一部の客家語と一部の粤語で「泥来」母が区別されている）。
- [l]、[m]、[n]、[ȵ]、[ŋ]には清濁の対立があり（例：研 — 念），それぞれ陰陽の声調に対応しており、清濁対立の一部と見なすことができる。

### 韻母
（下の表は代表的な諸呉語方言で見られる韻母をまとめたものである。各方言での体系的な韻母系統を反映するものではない。）
| 国際音声記号（IPA） | 呉語ピンイン呉語学堂式 | 呉語協会呉語ローマ字 通用呉語拼音アーカイブ 2011年7月24日 - ウェイバックマシン | 趙元任 呉語音韻羅馬字 |
| a                   | a                      | a                                                                              | a                     |
| [æ、ᴇ、ɛ]           | ae                     | ae                                                                             | an                    |
| æʔ                  | aeq                    | aeh                                                                            | aq                    |
| ɑʔ                  | aq                     | ah                                                                             | aq                    |
| ᴇ                   | ai                     | ai                                                                             | ai                    |
| ɔŋ                  | aon                    | aon                                                                            | ang                   |
| ã、ɑŋ               | an                     | an                                                                             | áng                   |
| ɔ                   | au                     | au                                                                             | ao                    |
| ᴇ、ɛ、e             | e                      | e                                                                              | on                    |
| əʔ、ɪʔ、eʔ、iɪʔ     | eq                     | eh                                                                             | eq                    |
| əi                  | ei                     | ei                                                                             | é                     |
| ən、ɪŋ、əŋ          | en                     | en                                                                             | eng                   |
| ɤ、əɯ               | eu                     | eu                                                                             | ou                    |
| ə̃、ẽ、ø̃             | oen                    | eun                                                                            | en                    |
| i                   | i                      | i                                                                              | i                     |
| iɛ、iɪ、iᴇ          | ie                     | ie                                                                             | ien                   |
| iəʔ、iɪʔ            | iq                     | ih                                                                             | iq                    |
| in、ɪɲ              | in                     | in                                                                             | ing                   |
| y                   | iu                     | iu                                                                             | iu                    |
| yiəʔ、yiɪʔ          | iuq                    | iuih                                                                           | iueq                  |
| yin、yɪɲ            | iun                    | iuin                                                                           | iuing                 |
| o                   | au（oo）               | o                                                                              | o                     |
| oʔ、ʊʔ              | oq                     | oh                                                                             | oq                    |
| õ、oŋ、ʊŋ           | on                     | on                                                                             | ong                   |
| əu                  | ou                     | ou                                                                             | ou                    |
| u                   | u                      | u                                                                              | u                     |
| ɿ                   | y                      | y                                                                              | y                     |
| ʮ                   | yu                     | yu                                                                             | ÿ                     |
| m                   | m                      | m                                                                              | m                     |
| n                   | n                      | n                                                                              | n                     |
| ŋ                   | ng                     | ng                                                                             | ng                    |
| əl                  | er                     | r                                                                              | el                    |

| 開口呼（韻部）       | 合口呼（u介音）        | 斉歯呼（i介音）       | 撮口呼（iu介音）      |
|                      | 無 u [u] 布婆夫符      | 衣 i [i] 非姊低基     | 于 iu [y] 居渠虚羽    |
|                      | 除 yu [ʮ] 知吹书时     | 糸 y [ɿ] 资次师是     |                       |
| 阿 a [ɑ] 爸他洒卡    | 娃 ua [uɑ] 哇娃        | 亜 ia [iɑ] 借家写雅   |                       |
| 下 o [o] 巴茶花哑    | 画 uo [uo] 瓜跨花话    | 靴 io [io] 靴         |                       |
| 河 ou [əu] 租多土河  |                        |                       |                       |
| 愛 e [e] 班追丹改    | 還 ue [uᴇ] 关灰块弯    |                       |                       |
| 挨 oi [ɔi] 排拉街蟹  | 壊 uoi [uɔi] 怪快歪淮  |                       |                       |
| 内 ei [ei] 杯配内累  | 会 ui [ui] 归葵危回    |                       |                       |
| 奥 au [æ] 包超刀高   |                        | 要 iau [iæ] 苗焦刁要  |                       |
| 欧 eu [øʏ] 否州丢狗  |                        | 優 ieu [iʏ] 九丘牛休  |                       |
| 晏 aen [æ] 蛮谈山间  | 弯 uaen [uæ] 关宽环还  | 煙 ie [iɪ] 边尖天也   |                       |
| 安 oe [ø] 半专端甘   | 碗 uoe [uø] 官宽欢换   | 淵 ioe [iø] 捐原圆鸳  |                       |
| 恩 en [ən] 本春能根  | 温 un [uən] 滚昆混温   | 因 in [in] 宾平心英   | 云 iun [yən] 军群训云 |
| 亨 an [ã] 浜张打硬   | 横 uan [uã] 横         | 陽 ian [iã] 想良姜央  |                       |
| 昂 aon [ɑ̃] 帮糖康装  | 黄 uaon [uɑ̃] 光狂荒汪  | 旺 iaon [iɑ̃] 旺       |                       |
| 翁 on [oŋ] 风东工翁  |                        | 雍 ion [ioŋ] 穷浓凶泳 |                       |
| 鴨 aeq [aʔ] 袜杀搭鸭 | 划 uaeq [uaʔ] 刮甩滑挖 | 侠 iaeq [iaʔ] 甲      | 曰 iuaeq [yaʔ] 曰     |
| 額 aq [ɑʔ] 百拆客压  |                        | 薬 iaq [iɑʔ] 掠虐侠脚 |                       |
| 悪 oq [oʔ] 八足各恶  |                        | 浴 ioq [ioʔ] 觉曲局浴 |                       |
| 遏 eq [əʔ] 不哲得割  | 活 uq [uəʔ] 骨阔忽活   | 一 ieq [iəʔ] 笔即跌吉 | 穴 iuq [yəʔ] 粤桔缺月 |
| 而 r [əl] 儿而       | 嗯 n [n] 唔            | 呒 m [m] 呒亩         | 魚 ng [ŋ] 吴鱼五      |

- 呉語の母音は単母音中心であるため、単母音が官話に比べて比較的多い。上海各地の呉語方言は平均的に10から16個有している。中には単母音が20個もある方言があり、それは世界中単母音最も多い言語であると言われる。[4]。官話の漢字音のai，ei，ao，ou等は二重母音であるのに対し、北部呉語のそれとおおむね対応関係を為している[ɛ]/[ø] [e] [ɔ] [o]などは単母音である。

- 蟹摂一等韻と二等韻が区別される。
  - 山陰来[le 31] ≠頼[la 1]。

- 見系声母において、咸、山摂一等韻と二等韻が区別される。
  - 上海“官”[kwø52]≠“関”[kwɛ52]。

- 白話音において、梗摂二等韻と梗摂三等韻、四等韻、曾摂を混同しない。
  - 上海“撑”[tsʰã335]≠“称”[tsʰəŋ335]。

- “打”上海[tã335]の韻母は“冷”上海[lʱã113]と等しい。これは古音“德冷切”に合致する。

- “大”の口語は“唐佐切”と読むことが多い。
  - 上海[du113]、山陰[do11]

- 入声韻 は[-ʔ]として保存されている。入声韻における[p][t][k]の対立はすべて失われたが、多くのの呉語区では入声韻と舒声韻を混同しない。
- 鼻音韻尾 - 大半の地域では[m][n][ŋ]の対立が失われ、鼻母音と[ŋ]に合流する。一部の地域では[n][ŋ]を区別する。
- [l]、[m]、[n/ȵ]、[ŋ]は単独で音節を構成することがある。

### 声調

#### 単字調
呉語において単音節の声調数は8声調を基準とし、方言によって増減がある。8声調の体系は中古漢語の四声（平声・上声・去声・入声）が声母の清濁を条件として陰陽に分かれたものである。
- 8声調が備わった地域において（例えば紹興や常熟）、中古音全濁上声は全濁去声（陽去声）と混同せず、次濁上声とともに、陽上声となる。それ以外のほぼすべての漢語の地域変種では中古音濁音上声が2類に分かれ、大多数の全濁上声が去声と合流した。これを濁上変去と呼ぶ。（例えば「上」は全濁上声だったが、北京官話と広州粤語では清音去声となった。）

- しかし、多くの地域では声調が合流し、声調の数が8以下となった。上海では陽上、陽平と陽去が合併し、陰上と陰去が合併したため、五個の単字調（陰平、陰去、陽去、陰入、阳入）しかない。慈渓周辺ではさらに少なく、四つに減少した。

| 太湖片 毗陵小片       | 陰平 1A   | 陽平 1B       | 陰上 2A        | 陽上 2B          | 陰去 3A         | 陽去 3B       | 陰入 4A    | 陽入 4B       |
| 常州老派              | 44        | 213           | 334            |                  | 512             | 224           | 5          | 23            |
| 常州中派              | 44        | 213           | 334            |                  | 511             | 224           | 5          | 23            |
| 常州新派              | 44        | 213           | 334            |                  | 51              | 24            | 5          | 23            |
| 宜興                  | 55        | 13            | 52             | 45               | 424             | 31            | 5          | 2             |
| 宜興                  | 55        | 223           | 51             | 24               | 324             | 231           | 45         | 23            |
| 溧陽                  | 445       | 323           | 52             | 224              | 412             | 231           | 上55 下223 | 22            |
| 金壇渓崗鎮            | 31        | 35            | 323            |                  | 44              |               | 4          |               |
| 金壇老派              | 435       | 31            | 33             | 22               | 35              | 24            | 45         | 32            |
| 丹陽                  | 22        | 213           | 44             |                  | 324             | 41 31         | 3          | 24            |
| 丹陽                  | 33        | 24            | 55             |                  | 11              |               | 3          | 5             |
| 丹陽老派              | 22        | 213           | 44             |                  | 324             |               | 3          | 24            |
| 丹陽童家橋            | 42        | 31            | 324            |                  | 45              | 113           | 5          | 24            |
| 靖江                  | 433       | 223           | 334            |                  | 51              | 31            | 5          | 34            |
| 江陰                  | 51        | 31            | 45             |                  | 435             | 223           | 5          | 12            |
| 通州金沙              | 24        | 213           | 44             |                  | 52              | 31            | 32         | 24            |
| 海門                  | 54        | 24            | 424            | 241              | 34              | 314           | 55         | 23            |
| 海門四甲              | 44        | 13            | 51             | 31               | 34              | 21            | 34         | 44            |
| 啓東                  | 54        | 24            | 435            | 241              | 445             | 213           | 55         | 23            |
| 蘇滬嘉小片            | 陰平 1A   | 陽平 1B       | 陰上 2A        | 陽上 2B          | 陰去 3A         | 陽去 3B       | 陰入 4A    | 陽入 4B       |
| 蘇州                  | 44        | 24            | 41             |                  | 513             | 331           | 4          | 23            |
| 蘇州                  | 44        | 223           | 51             |                  | 412             | 231           | 5          | 23            |
| 蘇州                  | 44        | 13            | 52             |                  | 412             | 31            | 5          | 2             |
| 蘇州                  | 44        | 13            | 52             |                  | 412             | 31            | 5          | 3             |
| 蘇州                  | 44        | 23            | 52             |                  | 412             | 31            | 5          | 23            |
| 呉江黎里鎮            | 44        | 24            | 全清51 次清334 | 32               | 全濁413 次濁324 | 213           | 上5 下34   | 23            |
| 呉江盛澤鎮            | 44        | 24            | 全清51 次清334 | 223              | 全濁413 次濁313 | 212           | 5          | 2             |
| 崑山                  | 44        | 132           | 52             |                  | 412             | 312           | 5          | 23            |
| 崑山老派              | 44        | 233           | 52             | 221              | 512             | 213           | 5          | 12            |
| 崑山中派              | 44        | 24 / 23       | 52             | 221              | 512             | 223           | 5          | 12            |
| 崑山新派              | 44        | 24            | 52             | 21               |                 | 223           | 5          | 12            |
| 無錫                  | 55        | 14            | 324            | 33               | 35              | 213           | 5          | 2             |
| 無錫                  | 544       | 14            | 323            | 33               | 34              | 213           | 5          | 23            |
| 無錫                  | 44        | 24            | 52             | 31               | 424             | 213           | 5          | 23            |
| 無錫                  | 53        | 13            | 323            | 232              | 35              | 13            | 5          | 23            |
| 常熟                  | 52        | 233           | 44             | 31               | 324             | 213           | 5          | 23            |
| 常熟                  | 53        | 24            | 44             | 31               | 424             | 213           | 5          | 23            |
| 上海                  | 53        | 3B            | 3A             |                  | 34              | 14            | 5          | 2             |
| 上海                  | 52        | 3B            | 3A             |                  | 334             | 113           | 5          | 23            |
| 上海老派              | 52        | 3B            | 44             |                  | 334             | 113           | 5          | 23            |
| 嘉定                  | 53        | 31            | 34             |                  |                 | 13            | 5          | 2             |
| 宝山霜草墩            | 52        | 231           | 434            |                  |                 | 213           | 5          | 23            |
| 宝山羅店鎮            | 52        | 231           | 434            |                  |                 | 213           | 5          | 23            |
| 宝山羅店鎮老派        | 52        | 231           | 435            |                  | 44              | 213           | 5          | 23            |
| 南匯新派              | 53        | 13            |                |                  | 35              |               | 5          | 23            |
| 南匯周浦鎮            | 52        | 113           | 44             |                  | 335             |               | 5          | 23            |
| 南匯周浦鎮老派        | 52        | 113           | 44             | 323              | 335             | 25            | 5          | 23            |
| 奉賢                  | 53        | 31            | 334            |                  |                 | 113           | 5          | 3             |
| 松江                  | 53        | 31            | 44             | 22               | 35              | 13            | 5          | 3             |
| 松江                  | 52        | 231           | 44             | 22               | 335             | 113           | 5          | 23            |
| 青浦                  | 53        | 41            | 44             |                  | 35              | 13            | 5          | 2             |
| 崇明                  | 55        | 24            | 424            | 242              | 33              | 313           | 5          | 2             |
| 嘉興                  | 52        | 231           | 全清44 次清324 | 22               | 334             | 223           | 54         | 12            |
| 平湖                  | 55        | 24            | 424            | 242              | 33              | 313           | 5          | 2             |
| 苕渓小片              | 陰平 1A   | 陽平 1B       | 陰上 2A        | 陽上 2B          | 陰去 3A         | 陽去 3B       | 陰入 4A    | 陽入 4B       |
| 湖州                  | 44        | 12            | 52             | 31               | 25              | 13            | 5          | 2             |
| 湖州双林鎮            | 44        | 113           | 53             | 231              | 334             | 24            | 54         | 23            |
| 杭州小片              | 陰平 1A   | 陽平 1B       | 陰上 2A        | 陽上 2B          | 陰去 3A         | 陽去 3B       | 陰入 4A    | 陽入 4B       |
| 杭州                  | 323       | 212           | 51             |                  | 334             | 113           | 5          | 2             |
| 杭州                  | 323       | 212           | 51             |                  | 334             | 113           | 5          | 12            |
| 蕭山 （方言1999.51）  | 44        | 23            | 34             | 13               | 53              | 31            | 5          | 2             |
| 臨紹小片              | 陰平 1A   | 陽平 1B       | 陰上 2A        | 陽上 2B          | 陰去 3A         | 陽去 3B       | 陰入 4A    | 陽入 4B       |
| 紹興山陰              | 52        | 13            | 52             | 31               | 55              | 22            | 5          | 23            |
| 紹興                  | 51        | 231           | 335            | 113              | 33              | 11            | 45         | 12            |
| 紹興老派              | 52        | 231           | 335            | 113              | 33              | 22            | 5          | 23            |
| 紹興新派              | 52        | 231           | 334            | 113              | 33              | 22            | 5          | 23            |
| 諸曁王家井            | 544       | 233           | 52             | 231              |                 |               | 5          | 12            |
| 諸曁王家井老派        | 544       | 233           | 52             | 231              |                 | 22            | 5          | 12            |
| 嵊州崇仁鎮老派        | 523       | 313           | 42             | 223              | 325             | 14            | 45         | 12            |
| 嵊州崇仁鎮中派        | 533       | 312           | 443            | 223              | 324             | 14            | 45         | 12            |
| 嵊州崇仁鎮新派        | 533       | 312           | 443            | 22               | 324             | 14            | 45         | 12            |
| 嵊州太平郷            | 523       | 312           | 42             | 22               | 35              | 13            | 45         | 12            |
| 餘姚                  | 324       |               | 435            |                  | 52              | 113           | 5          | 23            |
| 餘姚中派              | 324       |               | 435            |                  | 4               | 113           | 5          | 23            |
| 餘姚老派              | 324       | 231           | 435            |                  | 44 52           | 113           | 5          | 23            |
| 桐廬                  | 43        | 13            | 55             |                  | 53              | 24            | 5          | 12            |
| 桐廬分水鎮            | 44        | 22            | 53             |                  | 324             | 13            | 5          | 12            |
| 桐廬北郷              | 433       | 23            | 55             | 13               | 54              | 22            | 51         | 12            |
| 桐廬上南郷            | 434       | 112           | 44             |                  | 55              | 34            | 5          | 12            |
| 桐廬下南郷            | 433       | 232           | 545            |                  | 434             | 23            | 4          | 2             |
| 桐廬新合郷            | 433       | 23            | 554            | 22               | 55              | 212           | 5          | 1             |
| 慈渓                  | 445       | 223           | 1A             | 1B               | 1A              | 1B            | 5          | 2             |
| 新昌                  | 432       | 212           | 53             | 33               | 45              | 24            | 5          | 2             |
| 甬江小片              | 陰平 1A   | 陽平 1B       | 陰上 2A        | 陽上 2B          | 陰去 3A         | 陽去 3B       | 陰入 4A    | 陽入 4B       |
| 寧波                  | 52        | 255           | 325            |                  | 44              | 113           | 5          | 23            |
| 寧波新派              | 52        | 3B            | 325            | 3B               |                 | 113           | 5          | 23            |
| 鄞県                  | 53        | 22            | 34             |                  | 44              | 13            | 5          | 12            |
| 舟山                  | 53        | 22            | 35             | 24               | 44              | 13            | 5          | 12            |
| 定海城関老派          | 53        | 22            | 334            | 223              | 44              | 13            | 5          | 12            |
| 鎮海                  | 53        | 221           | 35             | 13               | 44              | 13            | 5          | 2             |
| 嵊泗                  | 53        | 342           | 334            | 223              | 53              | 113           | 4          | 2             |
| 台州片                | 陰平 1A   | 陽平 1B       | 陰上 2A        | 陽上 2B          | 陰去 3A         | 陽去 3B       | 陰入 4A    | 陽入 4B       |
| 黄岩老派              | 433 / 423 | 311 / 312     | 533 / 523      |                  | 44              | 213           | 5          | 12            |
| 黄岩中派              | 423       | 311 / 312     | 533            |                  | 44              | 113           | 5          | 12            |
| 黄岩新派              |           | 231           | 533            |                  | 44              | 113           | 5          | 12            |
| 温嶺                  | 33        | 31            | 42             |                  | 55              | 13            | 5          | 1             |
| 玉環鮮畳              | 33        | 31            | 45             | 34               | 42              | 22            | 213        | 212           |
| 婺州片                | 陰平 1A   | 陽平 1B       | 陰上 2A        | 陽上 2B          | 陰去 3A         | 陽去 3B       | 陰入 4A    | 陽入 4B       |
| 金華                  | 334       | 313           | 535            | 2A               | 55              | 14            | 4          | 212           |
| 金華老派              | 435       | 213           | 544            | 312              | 45              | 24            | 4          | 2             |
| 金華中派              | 435       | 213 / 324     | 544            |                  | 45              | 24            | 4          | 2             |
| 金華新派              | 435       | 213 / 324     | 544            |                  | 45              | 24            | 3 / 4      | 2 / 43        |
| 金華湯渓              | 24        | 11            | 523            | 13               | 52              | 242           | 4          | 2B            |
| 湯渓                  | 24        | 11            | 535            | 113              | 52              | 341           | 55         | 2B            |
| 蘭渓                  | 33        | 21            | 534            | 2A               | 45              | 24            | 34         | 12            |
| 浦江                  | 33        | 213           | 53             | 31               | 445             | 13            | 334        | 223           |
| 義烏                  | 33        | 213           | 53             | 31               | 55              | 13            | 1A         | 1B            |
| 東陽                  | 33        | 113           | 55             | 22               | 53              | 13            | 434        | 212           |
| 東陽                  | 334       | 113           | 54             | 14               | 45              | 1B            | 1A         | 1B            |
| 磐安                  | 445       | 213           | 434            | 全濁244 次濁2A   | 52              | 14            | 2A         | 1B            |
| 磐安                  | 44        | 113           | 334            | 2423             | 53              | 241           | 2A         | 1B            |
| 永康                  | 44        | 22            | 35             | 13               | 52              | 241/24        | 2A         | 2B            |
| 永康                  | 44        | 22            | 35             | 13               | 52              | 241 / 24      | 52         | 13            |
| 永康                  | 44        | 322           | 434            | 324              | 54              | 214           |            |               |
| 武義                  | 24        | 213           | 55             | 13               | 53              | 31            | 5          | 212           |
| 処衢片 処州小片       | 陰平 1A   | 陽平 1B       | 陰上 2A        | 陽上 2B          | 陰去 3A         | 陽去 3B       | 陰入 4A    | 陽入 4B       |
| 麗水                  | 24        | 11            | 544            | 全濁1B 次濁2A    | 52              | 231           | 5          | 23            |
| 松陽                  | 51        | 31            | 214            | 22               | 35              | 13            | 5          | 2             |
| 宣平                  | 24        | 323           | 44             | 223              | 53              | 31            | 5          | 2             |
| 縉雲                  | 334       | 231           | 53             | 31               | 554             | 213           | 423        | 35            |
| 雲和                  | 324       | 423           | 53             | 21               | 55              | 223           | 5          | 24            |
| 雲和 （方言1998.291） | 315       | 424           | 53             | 21               | 55              | 22            | 5          | 24            |
| 雲和                  | 324       | 423           | 53             | 全濁21 次濁2A    | 55              | 223           | 5          | 24            |
| 青田                  | 334       | 211           | 354            | 243              | 33              | 22            | 43         | 32            |
| 青田                  | 445       | 211           | 454            | 343              | 33              | 22            | 42         | 21            |
| 景寧                  | 423       | 312           | 33             | 31               | 45              | 13            | 5          | 23            |
| 龍泉                  | 335       | 211           | 52             | 2A               | 44              | 113           | 54         | 23            |
| 慶元                  | 334       | 52            | 33             | 221              | 11              | 31            | 5          | 34            |
| 龍衢小片              | 陰平 1A   | 陽平 1B       | 陰上 2A        | 陽上 2B          | 陰去 3A         | 陽去 3B       | 陰入 4A    | 陽入 4B       |
| 衢州                  | 434       | 323           | 45             |                  | 53              | 231           | 5          | 12            |
| 衢州                  | 434       | 323           | 45             |                  | 53              | 31            | 5          | 12            |
| 龍游                  | 434       | 21            | 45             | 213              | 52              | 231           | 5          | 23            |
| 龍游                  | 434       | 21            | 45             | 213              | 52              | 231           | 5          | 23            |
| 開化                  | 45        | 341           | 53             | 全濁3B 次濁2A/3B | 423             | 212           | 5          | 24            |
| 遂昌                  | 55        | 221           | 52             | 13               | 334             | 212           | 5          | 23            |
| 遂昌                  | 55        | 221           | 52             | 13               | 334             | 212           | 5          | 23            |
| 広豊                  | 445       | 231           | 52             | 214              | 424             | 223           | 5          | 23            |
| 広豊                  | 45        | 341           | 52             | 24               | 424             | 23            | 5          | 23            |
| 江山                  | 44        | 313           | 343            | 33               | 52              | 31            | 5          | 3             |
| 江山                  | 33        | 332           | 334            | 22               | 53              | 31            | 5          | 2             |
| 常山                  | 45        | 341           | 52             | 24               | 423             | 212           | 5          | 34            |
| 常山                  | 44        | 31            | 53             | 13               | 223             | 112           | 5          | 2             |
| 上饒                  | 55        | 312           | 53             | 31               | 523             | 212           | 5          | 3             |
| 玉山                  | 33        | 24            | 45             | 22               | 52              | 31            | 5          | 23            |
| 東甌片                | 陰平 1A   | 陽平 1B       | 陰上 2A        | 陽上 2B          | 陰去 3A         | 陽去 3B       | 陰入 4A    | 陽入 4B       |
| 温州                  | 33        | 31            | 35             | 24               | 42              | 11            | 313        | 212           |
| 温州                  | 44        | 31            | 45             | 24               | 42              | 11            | 23         | 12            |
| 温州                  | 44        | 31            | 45             | 24               | 42              | 11            | 23         | 12            |
| 温州                  | 44        | 231           | 35             | 24               | 52              | 22            | 423        | 323           |
| 温州                  | 44        | 31            | 45             | 34               | 42              | 22            | 323        | 212           |
| 永嘉                  | 44        | 31            | 454            | 243              | 42              | 22            | 34         | 213           |
| 楽清                  | 44        | 31            | 45             | 24               | 42              | 22            | 323        | 212           |
| 瑞安                  | 44        | 31            | 45             | 24               | 42              | 22            | 323        | 212           |
| 洞頭                  | 44        | 31            | 45             | 34               | 42              | 22            | 323        | 212           |
| 洞頭                  | 44        | 31            | 45             | 34               | 42              | 22            | 323        | 212           |
| 平陽                  | 44        | 31            | 54             | 全濁243 次濁2A   | 42              | 22            | 34         | 213           |
| 蒼南                  | 44        | 21            | 54             | 全濁45 次濁2A    | 42              | 22            | 24         | 213           |
| 文成                  | 445       | 113           | 454            | 324              | 334             | 313           | 24         | 213           |
| 泰順                  | 213       | 53            | 344            | 全濁31 次濁2A    | 35              | 22            | 5          | 2             |
| 浦城                  | 35        | 213           | 44             | 全濁2B/3B 次濁54 | 423             | 21            | 32         | 4A            |
| 宣州片                | 陰平 1A   | 陽平 1B       | 陰上 2A        | 陽上 2B          | 陰去 3A         | 陽去 3B       | 陰入 4A    | 陽入 4B       |
| 高淳                  | 55        | 22            | 33             | 全濁24 次濁1A    | 34              | 全濁24 次濁3A | 33         | 13            |
| 涇県茂林              | 55        | 3A            | 11             | 31               | 35              |               | 53         |               |
| 涇県厚岸              | 11        | 3A            | 412            | 3B               | 35              | 31            | 5          | 31            |
| 寧国南極              | 55        | 全濁13 次濁11 | 325            | 214              | 31              |               | 5          | 全濁2B 次濁2A |

連読変調
- 連読変調とは複数音節が連続すると後部の音節の調値が単字調の調値から変化する現象のことを指す。呉語の連読変調現象は東アジアで最も豊かであると言われている。特に北部呉語区の上海・杭州・寧波などの地域では声調よりも語頭子音の清濁と音節末の入声成分が重要視されるため、声調が音節の高低（ピッチ）という形でしか現れなく、いわゆる日本語のような「アクセント特性」が現れつつある[5]。

呉語が話されるとき、文、またはフレーズの最初の単語だけが元の調を維持し、それ以降の単語は、最初の単語の調（多くの場合、最初の単語でさえも調を変えなければならない）と話し手が伝えたい意味によって、音節の調値が変わる。 このような変化現象は広範囲にわたっており、つまり、文、フレーズ、単語といった音声の単位を超えている可能性があるため、「広式連続変調」と呼ばれている。 これは、これまで不均一だった音調を平坦にすると同時に、単語やフレーズの中の単語間のつながりを強め、全体として見えるようにする傾向がある（英語の単語や、複数の単語や語源から形成された新語を思い浮かべてみられたい）。

### 文白異読
他の漢語系言語と同じく、地域を問わず、呉語にも文読（読書音）と白読（白話音）とがある。
呉語における文白異読において、声母（子音）に主に下記の特徴がみられる。
- 見系声母（k, kh, g, ng, h, gh）の二等韻において、（見溪群疑影曉匣）文読では声母が口蓋化し，白読では声母が口蓋化しない。
  - 上海「家」[ʨia52]文/[ka52]白
  - 「顏」[ɦiɪ113]文/[ŋʱɛ113]白
  - 「櫻」[ʔiŋ52]文/[ʔã52]白
  - 「孝」[ɕiɔ335]文/[hɔ335]白
  - 「學」[ʱjaʔ2]文/[ʱoʔ2]白
- 微母における文白異読——文読では声母[v狭母音]や[ʱw広母音]が用いられるのに対し、白話では声母[mʱ]が用いられる。
  - 上海「物」[vəʔ2]文/[mʱəʔ2]白
  - 「網」[ʱwɑŋ113]文/[mʱɑŋ113]白
- 奉母字白話音の一部における非軽唇音の保存——奉母字の一部において、文読では声母[v]が用いられるのに対して、白話では声母[b]が用いられる。
  - 上海「鳳」[voŋ113]文/[boŋ113]白（鳳仙）
  - 「肥」[vi113]文/[bi113]白（肥皂）。
- 日母における文白異読——日母字は文読では声母[z~ʑ]が用いられるが、白話では[nʱ~ɲʱ]が用いられる。
  - 上海「日」[zəʔ2]文/[ɲʱiɪʔ2]白
  - 「人」[zən113]文/[ɲʱin113]白。
- 「鳥」字声母における文白異読——白話は古音に合う「都了切」である。
  - 上海[ʔɲiɔ335]文/[tiɔ335]白

## 語彙
- 呉語には上古漢語ないし中古漢語の古義を保つ単語が日常的に使われており、次のような例がある。
  - 「汏」da
  - 「戽」hu（洗う）
  - 「囥」khaon（藏）
  - 「隑」ge（斜靠）
  - 「廿」gnien（二十）
  - 「鑊」woq（鍋）
  - 「弗」feq（不（否定を表す副詞））
- 二、三人称代名詞の起源は「汝/爾」、「渠（佢）」であることが多い。
- 単数人称表記はほとんど古楚江東話の「儂」（人）から来たとされている。
- 官話の「站」（站立）及び「在」はそれぞれ異なる意味で使用されているが、呉語ではまだ「立」が両方の意味で用いられている。
- 修飾語と所有を表す構造助詞や常用の助数詞、陳述文の語気助詞は同形であり、見系の同源形式に遡ることができる。（官話の「的」と「個」に相当する）

### 外来語
呉語、とりわけ上海語は、19世紀末から20世紀初頭にかけて、外来語との接触が頻繁であった。そのため、大量に外来語彙を受け入れ、音訳や意訳などの形で上海話の中に取り入れられた。その中で繋がりが比較的多い言語には英語や粤語等がある。「凡士林（ワセリン 英：vaseline）」、「骯三（on sale）」、 「水門汀（セメント 英：cement）」などは英語由来である。これらの外来語彙の多くは既に死語になったが。しかし、英語などの西洋言語は、ある程度、上海語の語彙に強く影響を与えており、今日まで使われ続けている語彙も存在する。例えば蹩脚（bilge）、高爾夫球（ゴルフ英：golf）、啤酒（ビール 英：beer）等がある。一部の語彙は更に他の漢語系言語エリア（官話を含む）に伝わり、漢語の中で広く認められている単語となった。その例として麥克風（マイクロフォン 英：microphone）や沙發（ソファ 英：sofa）等が挙げられている。

## 文法
- 呉語には普通話には無い存在体がある。例えば上海: 渠立門口頭立了許。（他: 她在門口站了會。）
- 様々な地域には完成体と持続体の両方を表す助詞がある。例えば[lʱ- h-]或いはその簡略体（おおむね官話の「著」に相当する）。
- 結果体があり、「脫」、「落」、「掉」等で表示される。例えば蘇州: 隻檯子壞脱哉。
- 話題文は官話より多用されている。例えば紹興: 箇隻電影我看過哉。
- 述語動詞の修飾語はよく後に置かれている。例えば温州: 你走先，我走來道。

### 後置用法
上古漢語には「主詞在前、副詞在後」の用法があり、つまり、意味を表す時は「先ず大範囲をいい、それから小範囲をいう」という原則がある。例えば「帝堯」、先ず「帝」があり、その後特定の名前である「堯」をいう。他の例の「走先」では、まず「走」をいい、その後副詞である「先」をいう。今日の官話においては、地名を表す時に限って「大から小へ」であり、それ以外はすべて「小から大へ」である。例えば「雞公」を「公雞」といい、「草芥」を「芥草」という。
具体的に言えば、温州話を例として、「大から小へ」には以下のような用法がある。これらを北京話の視点から見れば、すなわち「後置」となる。
- 連体修飾語を名詞の後に置く。（例：「腰身，鬧熱，菜咸，筍乾，飯焦，豆腐軟，魚生，菜頭生，樓閣，酒汗，板砧，膀蹄，頭銜，鞋拖，牆圍」等）；
- 副詞を動詞の後に置く。（例：「吃添、走先、到道、走來罷」等）；
- 副詞の後に形容詞を置く。（例：「紅顯、苦倒」等）；
- 動物の性を動物の名称の後に置く。（例：豬牯，豬娘。

また、古漢語では否定文の目的語として疑問代名詞を用いる場合にのみ目的語を前置できるため、以下のような使い方はまさに「後置詞」的な用法だと言える。例えば甬江小片の中の舟山話：
| 述語後置式の呉語     | 官話直訳             | 現代標準漢語（官話） |
| 阿婆lei 媽媽喫好渠   | 外婆那裡米飯去吃     | 去外婆那裡吃米飯     |
| 走過底，茶吃口去     | 來到這裡，茶喝口     | 來了就喝口水吧       |
| 飯吃過𠲎             | 飯吃過嗎             | 吃飯了嗎             |
| 公共場所，香菸吃勿來 | 公共場所，香菸吃不行 | 公共場所，不能吸菸   |
| 盪邊介來             | 這邊從走             | 從這邊走             |

### 量詞（助数詞）の特殊用法
呉語の量詞には、北方官話と同様の用い方も存在するが、呉語独自の特殊な用法がある。

#### 定冠詞としての量詞
呉語の量詞は直接名詞の前に置くことができ、その場合の量詞の前には数詞や指示代名詞による限定を必要としない。これは印欧諸語における定冠詞、例えば英語の「the」やフランス語の「le/la」と類似している。。湖州語の例を下記に挙げる。
| 呉語（湖州）     | 現代標準漢語                           | 英訳                     | 文法的役割 |
| ---------------- | -------------------------------------- | ------------------------ | ---------- |
| 本書交關好看。   | （所討論的或眼前見到的某本）書很好看。 | The book is interesting. | 特定       |
| 部車架型得哩！   | （眼前所見的某輛）車棒極了！           | The car is very good.    | 特定       |
| 渠捺啲銅鈿偷去。 | 他偷走了（談話者雙方都知道的某些）錢。 | He has stolen the money. | 特定       |

#### 助詞の役割としての量詞
吳語には構造助詞の「的」、「之」などの代わりに量詞を用いる例があるが、このような量詞が文中において、所有標識としてはたらく点では同じである。
| 吳語       | 現代標準漢語 | 英訳     | 日本語訳       |
| ---------- | ------------ | -------- | -------------- |
| 我支筆     | 我的筆       | My pen   | 私のペン       |
| 渠部車     | 他的車       | His car  | 彼の車         |
| 倷隻書包。 | 你的書包     | Your bag | あなたのかばん |

### 語気助詞
呉語の語気助詞は語句の意味の伝達において重要な文法的や意味的役割を担っている。そして、その種類は豊富で、使い方が複雑である。語気助詞が語気や情貌を伝える上で必要不可欠である場合が非常に多い。上海話を例に挙げると、主要な語気助詞として、次のようなものがある。:
- 「得」（老派）、「了」、「得了」
- 疑問を表す語気助詞 「𠲎」、「了」、「啊」、「勿啦」、「呢」、「呢啥」（老派）、「嚜」、「啘」、「咾」、「吤」（「個啊」の連音であり、語気助詞「個」が有声音化したものである。）、「阿」（文頭で用いられる場合は、入声となる。）
- 命令を表す語気助詞 「嚡」、「好唻」（老派：「末哉」）
- 感嘆を表す語気助詞 「嚡」、 「嘢」、「個嘢」、「哩」、「哇」、「嗗」
- その他の文末語気助詞，如：「啊」、「嚜」、「喉」、「噢」、「個啦」、「唻」、「啦哩」（老派）、「唩」

呉語の語気助詞は内部的多様性のほか、地理的多様性を持っている。それは呉語の大きな特徴の一つである。

## 表記体系
呉語話者は正式な場において、20世紀初めに興った現代漢語白話文の表記体系を用いることが一般的であり、その文法や語彙は現代標準中国語（「普通話」或いは「国語」）で用いられているものであり、呉語自身の文法や語彙との違いが非常に大きい。そのため、言文不一致であると言わざるを得ない。小さいころから現代漢語白話文の教育を受けてきたため、ほとんどの人々はこのような言文不一致の状態を受け入れており、「五四運動」以前の人々が一般的に文言を書き言葉としていた状況と似ている。呉語で現代漢語の白話文を朗読する時は、完全に文字通りに読むのではなく、呉語の文法や語彙を用いて文を柔軟に調整し、呉語で言い換えることが多い。このような「文不対言」（文がことばに対応していない）現象は、現代漢語白話文勃興以前の漢語北方方言話者、あるいは漢文使用に慣れていた近代以前の朝鮮語、日本語話者たちが体験してきた「言」「文」不一致現象に似ている。

### 呉語書面文
呉語書面文の例として、蘇白とも呼ばれる白話文系統がある。これが呉語口語を文法や語彙の基準として、漢字を用いた表記体系である。
呉語白話文は明代中期に興った。当時の江浙地方で商業化が興り、蘇州が江浙地方の経済の中心地となった。これにより蘇州語を代表とする呉語が、江浙地方で通用するようになった。経済的発展が文化の繁栄を促し、地域共通語として統一された白話の発生を促した。多くの商人は体系的な文言教育を受けたことが無いため、蘇州語が江浙地方の強勢方言や書面言語となった。このような経緯から「蘇白」を呉語の代表言語とするようになった。
明代の文献『広志繹』は当時南直隸の鎮江、常州、蘇州、松江4府と浙江省について記載しており、これらの地域において方言の間にある程度の違いがあり、蘇白が江浙地方の地域共通語になったと述べている。
太平天国の乱の後、蘇州の都市が破壊された一方で、上海が西洋勢力によってで戦火を免れた。そのため上海語の影響力がますます強くなり、上海語は江浙地方の強勢方言と書面語になったが、蘇白が依然として一定の影響力を持っていたため、呉語白話文は旧名「蘇白」を保っていたか、或いは「上海蘇白」と呼ばれて区別されていた。その後、越劇の流行により、嵊州話が江浙地方で流行し、嵊州話による全省範囲内の放送も一時期存在した。
新文化運動の勃興ののち、京白（官話）が国語となり、地位が強まったことにより、蘇白の影響力が弱くなった。「普通話」が普及しはじめると、京白を基礎とした普通話がついに蘇白から江浙における共通語の地位を奪った。

### 呉語文学
呉語文学の萌芽は非常に早く、そのため、長い歴史を有している。呉語文学には呉歌、呉語小説や呉語戯曲等がある。

#### 呉歌
呉歌の起源は非常に古く、顧頡剛『呉歌小史』によれば、『詩経』より遅いことはないということである。『詩経』には呉歌が無いとはいえ、陶鴻飛等の学者曰く「實可與詩三百並駕齊驅」。呉歌の大多数は恋の歌であり、その中に『子夜歌』や『懊依歌』などがある。それ以外に風情民俗を反映したものや、疾苦を訴えるものや善を説くものがある。蘇州の『十二月風俗山歌』や『江南百姓苦愁愁』、『長工謠』等は今日でもなお多くの人に受け入れられている。 呉歌選集では明の馮夢竜が編纂した『桂枝兒』と『山歌』がもっとも有名であり、内容のほとんどは「結識私情」の類である。これらの作品は明代中期の呉語を詳細に記録している。その作品を見れば、当時の呉語の語彙、文法の多くが今日のそれと共通していることが分かる。胡適は『「呉歌甲集」序』でこのように論じた：「地域でいえば則ち蘇、松、常、太、杭、嘉、湖は全て呉語区域に帰することができ、歴史でいえば則ちすでに三百年を有している。三百年間で崑曲を学ぶものに呉音を学ばないものはいなかった。ここ一世紀で、上海はまた全国商業の中心地となり、呉語はこのため特殊な重要地位を有している。それに加え、江南の女の秀美さは久しくして全国の少年の心を征服し、昔は「南蛮語」などと呼ばれた呉音は久しくして呉中の女の最も人心に寄り添うような「軟語」となった。故に京語文学を除けば、呉語文学は最も勢力があり希望がある方言文学であるといえよう。」

#### 呉語戯曲
伝統的な江南呉語戯曲では、対白や唱詞には多くの呉語口語的な要素を包含している。例えば、「蘇州評弾」は蘇州話を代表とした「吳語徒口講説表演」の曲芸説書の形式をとっている。そして、大量の日常的な口語を使いながら、柔軟に官話を混ぜて芸術的な効果を演出している。それ以外に呉語口語を多く含む戯曲には灘簧、獨角戲、滑稽戲、滬劇等がある。

#### 呉語小説
呉語小説は宋・元の時代に起こり、清朝末期に興隆した。代表例として張南莊（化名過路人）が著した『何典』が挙げられる。『何典』は全て蘇南呉語と官話との混ぜ書きで書かれ、成語、俗諺、歇後語、慣用語などが多く用いられていた。清朝末期の呉語小説にはほかにも韓邦慶の『海上花列伝』、李伯元の『海天鴻雪記』、張春帆の『九尾亀』等がある。『海上花列伝』は初めて文言文と呉語白話とを混ぜた文体を使ったものである。その作者韓邦慶は江蘇松江府（現：上海市）の出身である。全文が文言と蘇白によって書かれている点、会話がすべて蘇州語で書かれている点がこの小説の大きな特徴である。後世には張愛玲によって『海上花列伝』が国語（普通話）に翻訳されたが、呉語特有の情趣や表現力の豊かさが大きく失われてしまった。
1930年代は呉語創作の最盛期であり、多くの文人が呉語で創作することを好んだ。その中でも上海は当時東アジアで最も国際化した都市であり、メディアが極めて発達していたこともあって呉語創作の中心地となった。日中戦争の時、抗日の精神を宣伝するために、瞿秋白等の著名人がみな呉語で文学作品を書き、民衆の戦う士気を高め、社会において広い影響を与えた。
中華人民共和国の成立後、政府の「普通話普及」政策によって、あらゆる方言や呉語の出版物や書籍が阻害され、呉語創作が著しく衰退した。近年は改革開放後になってようやく、呉語文学は徐々に復興していくこととなった。呉語の普及を推し進め、かつてのような地位の回復をはかろうとしたが、多くの若者は学校教育や社会環境が原因で呉語の使用ができないか、好んでいない。